# Ardūdar
Ardūdar (persiska: اَردودار, اُردودار, Ardūdār, اردودر) är en ort i Iran.   Den ligger i provinsen Lorestan, i den centrala delen av landet, 300 km sydväst om huvudstaden Teheran. Ardūdar ligger 2 066 meter över havet och antalet invånare är 212.
Terrängen runt Ardūdar är kuperad åt sydost, men åt nordväst är den platt. Terrängen runt Ardūdar sluttar norrut. Runt Ardūdar är det ganska glesbefolkat, med 29 invånare per kvadratkilometer. Närmaste större samhälle är Alīgūdarz, 5,5 km nordost om Ardūdar. Trakten runt Ardūdar består i huvudsak av gräsmarker.